# Ses Fontanelles
Les Fontanelles (col·loquialment ses Fontanelles) és la zona humida més gran que resta a la badia de Palma. Aquests aiguamolls estan situats entre els nuclis de Can Pastilla i l'Arenal, al municipi de Palma. La zona que actualment es conserven són les antigues salines, d'unes 32,5 hectàrees, atès que la resta d'espais corresponents a l'antic prat de Sant Jordi s'han urbanitzat o dessecat.
Tot i que la zona forma part de l'inventari de les zones humides de les Illes Balears s'ha vulnerat la protecció i recentment s'ha permès construir el complex anomenat Palma Aquarium.
Després d'una forta lluita per protegir aquest espai, on viuen desenes de tamarells (Tamarix sp.) protegits i saladina, una planta endèmica en perill crític d'extinció que només viu a les Fontanelles, es va aturar el projecte per urbanitzar la totalitat d'aquest espai.
Posteriorment, amb el canvi de govern (PP), el Govern i l'Ajuntament de Palma van derogar un decret per reactivar aquesta urbanització, i han emès informes favorables a la construcció del centre comercial. El Pla de Vigilància Ambiental elaborat per la promotora contempla translocar (desplaçar) la comunitat de saladines i els tamarells a un jardí perquè es troben a l'àrea que es pretén urbanitzar.
Per desgràcia per a l'espai i per a tota la biodiversitat que empara, actualment ja s'ha iniciat l'execució de l'esmentat centre comercial, que ocasionarà un greu impacte mediambiental a aquesta zona humida. L'execució del centre comercial ha estat possible gràcies a la intervenció del Govern Balear i l'Ajuntament de Palma, en mans tots dos del PP.
El 2019, un aficionat al submarinisme localitzà un important derelicte romà del segle iv a pocs metres de la platja de l'Arenal, davant les Fontanelles. El vaixell estava en molt bon estat de conservació, i en les campanyes d'excavació es recuperaren grans quantitats d'objectes arqueològics, principalment àmfores moltes de les quals portaven el titulus pictus d'Alumnus et Ausonius ('Alumne i Ausoni'). La intenció és d'extreure la totalitat del derelicte per exposar-lo al Museu de Mallorca.